# Can-Am Duel
Can-Am Duels é um evento preliminar do Daytona 500, principal etapa da Monster Energy NASCAR Cup Series Ele consiste em duas corridas de 150 milhas (241 km), que servem de classificação para a Daytona 500. A ordem de chegada nas duas corridas, realizadas na quinta-feira, determina o grid de largada para a Daytona 500, realizado no domingo.

## Vencedores
| Ano                          | Data            | Piloto                                          | Carro                            | Premiação (US$)                  | Distância (Voltas)               | Velocidade média (mph)           |
| ---------------------------- | --------------- | ----------------------------------------------- | -------------------------------- | -------------------------------- | -------------------------------- | -------------------------------- |
| 1959                         | 20 de Fevereiro | Bob Welborn                                     | Chevrolet                        | $3,885                           | 100 (40)                         | 143.198                          |
| 1959                         | 20 de Fevereiro | Shorty Rollins                                  | Ford                             | $800                             | 100 (40)                         | 129.218                          |
| 1959                         | 21 de Fevereiro | Jack Smith                                      | Chevrolet                        | $500                             | 25 (10)                          | 141.28                           |
| 1960                         | 13 de fevereiro | Fireball Roberts Jack Smith Curtis Turner       | Pontiac Ford                     | $4,625 $4,525 $500               | 100 (40) 25 (10)                 | 137.614 146.520 144.694          |
| 1961                         | 24 de fevereiro | Fireball Roberts Joe Weatherly Junior Johnson   | Pontiac                          | $4,575 $500                      | 97.5(39) 100 (40) 25 (10)        | 129.711 152.671 149.006          |
| 1962                         | 16 de fevereiro | Fireball Roberts Joe Weatherly Bobby Johns      | Pontiac                          | $4,625 $500                      | 100 (40) 25 (10)                 | 156.999 145.395 151.556          |
| 1963                         | 22 de fevereiro | Junior Johnson Johnny Rutherford                | Chevrolet                        | $5,005 $5,025                    | 100 (40)                         | 164.083 162.969                  |
| 1964                         | 21 de fevereiro | Junior Johnson Bobby Isaac                      | Dodge                            | $5,075                           | 100 (40)                         | 170.777 169.811                  |
| 1965                         | 12 de fevereiro | Darel Dieringer Junior Johnson                  | Mercury Ford                     | $4,875 $5,375                    | 100 (40)                         | 165.669 111.076                  |
| 1966                         | 23 de fevereiro | Paul Goldsmith Earl Balmer                      | Plymouth Dodge                   | $5,175 $5,275                    | 100 (40)                         | 160.427 153.191                  |
| 1967                         | 24 de fevereiro | LeeRoy Yarbrough Fred Lorenzen                  | Dodge Ford                       | $6,175 $5,875                    | 100 (40)                         | 163.934 174.587                  |
| 1968                         | 22 de fevereiro | Corrida cancelada devido a chuva                | Corrida cancelada devido a chuva | Corrida cancelada devido a chuva | Corrida cancelada devido a chuva | Corrida cancelada devido a chuva |
| 125 Mile Qualifying Races    |                 |                                                 |                                  |                                  |                                  |                                  |
| 1969                         | 20 de fevereiro | David Pearson Bobby Isaac                       | Ford Dodge                       | $8,615 $8,625                    | 125 (50)                         | 152.181 151.688                  |
| 1970                         | 19 de fevereiro | Cale Yarborough Charlie Glotzbach               | Mercury Dodge                    | $8,925 $8,725                    | 125 (50)                         | 183.295 147.734                  |
| 1971                         | 11 de fevereiro | Pete Hamilton David Pearson                     | Plymouth Mercury                 | $8,725 $8,825                    | 125 (50)                         | 175.029 168.728                  |
| 1972                         | 17 de fevereiro | Bobby Isaac Bobby Allison                       | Dodge Chevrolet                  | $1,200                           | 125 (50)                         | 127.118 178.217                  |
| 1973                         | 15 de fevereiro | Buddy Baker Coo Coo Marlin                      | Dodge Chevrolet                  | $1,500                           | 125 (50)                         | 173.611 157.177                  |
| 1974                         | 14 de fevereiro | Bobby Isaac Cale Yarborough                     | Chevrolet                        | $1,700                           | 112.5(45)                        | 123.212 129.724                  |
| 1975                         | 13 de fevereiro | Bobby Allison David Pearson                     | AMC Matador Mercury              | $1,500 $2,500                    | 125 (50)                         | 156.685 156.958                  |
| 1976                         | 12 de fevereiro | Dave Marcis Darrell Waltrip                     | Dodge Chevrolet                  | $3,200                           | 125 (50)                         | 119.458 156.250                  |
| 1977                         | 17 de fevereiro | Richard Petty Cale Yarborough                   | Dodge Chevrolet                  | $4,400 $4,600                    | 125 (50)                         | 179.856 171.429                  |
| 1978                         | 16 de fevereiro | A. J. Foyt Darrell Waltrip                      | Buick Chevrolet                  | $10,000                          | 125 (50)                         | 123.018 169.683                  |
| 1979                         | 15 de fevereiro | Buddy Baker Darrell Waltrip                     | Oldsmobile                       | $17,500 $11,500                  | 125 (50)                         | 167.598 153.009                  |
| 1980                         | 14 de fevereiro | Neil Bonnett Donnie Allison                     | Mercury Oldsmobile               | $12,000                          | 125 (50)                         | 138.250 165.441                  |
| UNO Twin 125 Mile Qualifiers |                 |                                                 |                                  |                                  |                                  |                                  |
| 1981                         | 12 de Fevereiro | Bobby Allison                                   | Pontiac                          | $12,000                          | 125 (50)                         | 150.125                          |
| 1981                         | 12 de Fevereiro | Darrell Waltrip                                 | Buick                            | $12,000                          | 125 (50)                         | 152.905                          |
| 1981                         | 13 de Fevereiro | Lake Speed                                      | Oldsmobile                       | $4,000                           | 75 (30)                          | 144.231                          |
| 1982                         | 11 de Fevereiro | Cale Yarborough                                 | Buick                            | $18,000                          | 125 (50)                         | 135.298                          |
| 1982                         | 11 de Fevereiro | Buddy Baker                                     | Buick                            | $18,000                          | 125 (50)                         | 144.509                          |
| 1982                         | 12 de Fevereiro | Tim Richmond                                    | Ford                             | $4,450                           | 75 (30)                          | 143.847                          |
| 1983                         | 18 de fevereiro | Dale Earnhardt(1) Neil Bonnett Blackie Wangerin | Ford Chevrolet Ford              | $18,000 $5,100                   | 125 (50) 75 (30)                 | 157.746 122.183 140.845          |
| 1984                         | 12 de Fevereiro | Cale Yarborough                                 | Chevrolet                        | $20,000                          | 125 (50)                         | 129.459                          |
| 1984                         | 12 de Fevereiro | Bobby Allison                                   | Buick                            | $20,000                          | 125 (50)                         | 139.578                          |
| 1984                         | 17 de Fevereiro | Connie Saylor                                   | Pontiac                          | $5,500                           | 75 (30)                          | 127.238                          |
| 7-Eleven Twins               |                 |                                                 |                                  |                                  |                                  |                                  |
| 1985                         | 14 de Fevereiro | Bill Elliott                                    | Ford                             | $22,000                          | 125 (50)                         | 179.784                          |
| 1985                         | 14 de Fevereiro | Cale Yarborough                                 | Ford                             | $22,000                          | 125 (50)                         | 155.387                          |
| 1985                         | 15 de Fevereiro | Randy LaJoie                                    | Chevrolet                        | $3,500                           | 75 (30)                          | 189.341                          |
| 1986                         | 13 de fevereiro | Bill Elliott Dale Earnhardt(2)                  | Ford Chevrolet                   | $22,000                          | 125 (50)                         | 153.636 153.270                  |
| 1987                         | 12 de fevereiro | Ken Schrader Benny Parsons                      | Ford Chevrolet                   | $22,000                          | 125 (50)                         | 130.397 182.778                  |
| Twin 125 Qualifiers          |                 |                                                 |                                  |                                  |                                  |                                  |
| 1988                         | 11 de fevereiro | Bobby Allison Darrell Waltrip                   | Buick Chevrolet                  | $23,000                          | 125 (50)                         | 130.966 133.889                  |
| 1989                         | 16 de fevereiro | Ken Schrader Terry Labonte                      | Chevrolet Ford                   | $30,000                          | 125 (50)                         | 147.203 189.554                  |
| 1990                         | 15 de fevereiro | Geoff Bodine Dale Earnhardt(3)                  | Ford Chevrolet                   | $34,000                          | 125 (50)                         | 187.110 157.123                  |
| Gatorade Twin 125 Qualifiers |                 |                                                 |                                  |                                  |                                  |                                  |
| 1991                         | 13 de fevereiro | Davey Allison Dale Earnhardt(4)                 | Ford Chevrolet                   | $35,000                          | 125 (50)                         | 165.380 156.794                  |
| 1992                         | 13 de fevereiro | Dale Earnhardt(5) Bill Elliott                  | Chevrolet Ford                   | $35,400 $35,200                  | 125 (50)                         | 116.430 169.811                  |
| 1993                         | 11 de fevereiro | Jeff Gordon Dale Earnhardt(6)                   | Chevrolet                        | $35,200                          | 125 (50)                         | 153.270 157.288                  |
| 1994                         | 17 de fevereiro | Ernie Irvan Dale Earnhardt(7)                   | Ford Chevrolet                   | $35,000 $35,200                  | 125 (50)                         | 156.304 146.771                  |
| 1995                         | 13 de fevereiro | Sterling Marlin Dale Earnhardt(8)               | Chevrolet                        | $35,000                          | 125 (50)                         | 150.050 131.887                  |
| 1996                         | 15 de fevereiro | Dale Earnhardt(9) Ernie Irvan                   | Chevrolet Ford                   | $35,990 $36,122                  | 125 (50)                         | 143.039 186.027                  |
| 1997                         | 13 de fevereiro | Dale Jarrett Dale Earnhardt(10)                 | Ford Chevrolet                   | $50,589 $40,589                  | 125 (50)                         | 166.113 162.749                  |
| 1998                         | 12 de fevereiro | Sterling Marlin Dale Earnhardt(11)              | Chevrolet                        | $42,005                          | 125 (50)                         | 139.925 147.203                  |
| 1999                         | 12 de fevereiro | Bobby Labonte Dale Earnhardt(12)                | Pontiac Chevrolet                | $45,931 $46,409                  | 125 (50)                         | 163.570 155.280                  |
| 2000                         | 17 de fevereiro | Bill Elliott Ricky Rudd                         | Ford                             | $46,921                          | 125 (50)                         | 188.758 188.048                  |
| 2001                         | 15 de fevereiro | Sterling Marlin Mike Skinner                    | Dodge Chevrolet                  | $                                | 125 (50)                         | 147.493 162.338                  |
| 2002                         | 14 de fevereiro | Jeff Gordon Michael Waltrip                     | Chevrolet                        | $52,112 $52,884                  | 125 (50)                         | 183.674 131.965                  |
| 2003                         | 13 de fevereiro | Robby Gordon Dale Earnhardt, Jr.                | Chevrolet                        | $53,720                          | 125 (50)                         | 181.140 180.845                  |
| 2004                         | 12 de fevereiro | Dale Earnhardt, Jr. Elliott Sadler              | Chevrolet Ford                   | $55,612 $56,689                  | 125 (50)                         | 156.087 182.334                  |
| Gatorade Duel                |                 |                                                 |                                  |                                  |                                  |                                  |
| 2005                         | 17 de fevereiro | Michael Waltrip Tony Stewart                    | Chevrolet                        | $53,199                          | 150 (60)                         | 140.422 145.161                  |
| 2006                         | 16 de fevereiro | Elliott Sadler Jeff Gordon                      | Ford Chevrolet                   | $51,793                          | 160 (64)                         | 140.625 146.490                  |
| 2007                         | 15 de fevereiro | Tony Stewart Jeff Gordon                        | Chevrolet                        | $51,793 $36,783                  | 157.5(63) 150 (60)               | 113.491 154.950                  |
| 2008                         | 14 de fevereiro | Dale Earnhardt, Jr. Denny Hamlin                | Chevrolet Toyota                 | $53,970 $54,825                  | 150 (60) 160 (64)                | 160.810 128.428                  |
| 2009                         | 12 de fevereiro | Jeff Gordon (5) Kyle Busch                      | Chevrolet Toyota                 | $53,188                          | 150 (60)                         | 139.436 157.251                  |
| 2010                         | 11 de fevereiro | Jimmie Johnson Kasey Kahne                      | Chevrolet Ford                   | $53,980                          | 150 (60)                         | 146.461 174.644                  |
| 2011                         | 17 de fevereiro | Kurt Busch Jeff Burton                          | Dodge Chevrolet                  | $56,726                          | 155 (62) 150 (60)                | 159.794 136.571                  |
| 2012                         | 23 de fevereiro | Tony Stewart Matt Kenseth                       | Chevrolet Ford                   | $55,725 $56,726                  | 150 (60)                         | 159.104 194.175                  |
| Budweiser Duels              |                 |                                                 |                                  |                                  |                                  |                                  |
| 2013                         | 21 de fevereiro | Kevin Harvick Kyle Busch                        | Chevrolet Toyota                 | $57,792 $58,977                  | 150 (60)                         | 177.282 193.966                  |
| 2014                         | 20 de fevereiro | Matt Kenseth Denny Hamlin                       | Toyota                           | $56,726                          | 150 (60)                         | 192.259 140.651                  |
| 2015                         | 19 de fevereiro | Dale Earnhardt Jr. Jimmie Johnson               | Chevrolet                        | $55,725 $56,726                  | 150 (60) 160 (64)                | 144.462 144.724                  |
| Can-Am Duels                 |                 |                                                 |                                  |                                  |                                  |                                  |
| 2016                         | 18 de fevereiro | Dale Earnhardt Jr. Kyle Busch                   | Chevrolet Toyota                 | $                                | 150 (60)                         | 172.899 191.898                  |
| 2017                         | 23 de fevereiro | Chase Elliott Denny Hamlin                      | Chevrolet Toyota                 | $                                | 150 (60)                         | 160.095 156.977                  |
| 2018                         | 15 de fevereiro | Ryan Blaney Chase Elliott                       | Ford Chevrolet                   | $                                | 157.5(63) 150 (60)               | 138.124 181.879                  |